# Bloomingdale (Illinois)
Bloomingdale ist eine Gemeinde im DuPage County, Illinois, Vereinigte Staaten, etwa 40 Kilometer westlich von Chicago. Laut der Volkszählung hatte der Ort im Jahr 2010 22.018 Einwohner.

## Geschichte
Bloomingdale ist eine der ältesten Gemeinden, die auf dem Gebiet des heutigen DuPage County gegründet wurden. Die Meacham Familie siedelte dort als Erste im Jahr 1833. Bereits im folgenden Jahr hatten sich dort etwa 12 bis 15 Familien niedergelassen. Die Gemeinde lag am Chicago-Galena Highway, heutzutage Lake Street genannt. Der Ort wurde eine wichtige Station für Postkutschen und westwärts Reisende. Ursprünglich zum Cook County gehörend, wurde es 1839 dem DuPage Counte angegliedert und ein Jahr später als Gemeinde aufgenommen. Der nördliche Teil entwickelte sich kommerziell während der südliche Teil bäuerlich blieb. Um dieser Entwicklung Rechnung zu tragen, trennten sich die Ortsteile im Jahr 1922. Der nördliche Teil wurde in Roselle eingegliedert. Zwischen 1950 und 1980 wuchs die Bevölkerung von 338 auf 12659 Einwohner.

## Geographie
Laut der Volkszählung von 2010 hat die Gemeinde eine Fläche von 18,2 km², von denen 96,3 % Landfläche und 3,69 % Wasserfläche sind.

## Demografie
Laut der Volkszählung von 2010 lebten 21.675 Einwohner in 8219 Haushalten, davon 5662 Familien. Die Bevölkerungsdichte betrug 1238 Einwohner pro Quadratkilometer. Es gab 8398 Häuser entsprechend einer Bebauungsdichte von 479,7 Häusern pro Quadratkilometer.

## Sehenswürdigkeiten
Die Stratford Square Mall, die an der Springfield Road und Schick Road liegt, ist das größte Shoppingcenter in Bloomingdale. Die innenliegende Freifläche enthält fünf große Kaufhäuser und mehr als 150 Fachgeschäfte und Restaurants.
Old Town Bloomingdale, das an der Kreuzung von Lake Street und Bloomingdale Road liegt, ist eine Ansammlung kleiner Unternehmen und Geschäfte, die in restaurierten Gebäuden an der Stelle der ersten Siedlungshäuser der Gemeinde stehen.